# Ilanijja
Ilanijja (hebr. אילניה) – moszaw położony w Samorządzie Regionu Ha-Galil ha-Tachton, w Dystrykcie Północnym, w Izraelu.

## Położenie
Moszaw jest położony na północno-wschodniej krawędzi masywu górskiego Hare Nacerat w Dolnej Galilei. Leży w odległości około 12 kilometrów na południowy zachód od miasta Tyberiada, oraz 40 kilometrów na wschód od Hajfy i wybrzeża Morza Śródziemnego. W jego otoczeniu znajdują się arabskie miasteczka Ein Mahil, Kefar Kanna i Turan,  moszaw Sede Ilan, kibuc Bet Keszet, wioska komunalna Giwat Awni, oraz baza wojskowa Chawat Ha-Szomer.

## Demografia
Liczba mieszkańców Ilanijji:

## Historia
Początki osadnictwa żydowskiego na tym obszarze sięgają 1899 roku. W pobliżu arabskiej wioski Asz-Szadżara powstała wówczas żydowska eksperymentalna stacja rolnicza, którą nazwano Szadżara. Rozwój stacji rolniczej wspierał finansowo żydowski filantrop baron Edmond James de Rothschild. W dniu 11 kwietnia 1900 roku kierownikiem stacji został mianowany Chaim Kalwarijski-Margalijot, który użył stacji do dalszej ekspansji żydowskich osadników w Ha-Galil ha-Tachton. W październiku 1902 roku do stacji przyjechało dziesięciu nowych imigrantów z Rosji. Zostały im przydzielone działki rolnicze o powierzchni 25 hektarów. Równocześnie dokonała się transformacja stacji rolniczej w moszaw, który bardzo szybko rozrósł się do wielkości 28 gospodarstw rolniczych. Jednak rozwój moszawu był hamowany przez niedostatek wody. W 1907 roku do moszawu przysłano na szkolenie pierwszych członków żydowskiej organizacji samoobrony Bar Giora, która w 1909 roku przekształciła się w Ha-Szomer. Jednak już w dniu powstania tej organizacji, Arabowie zaatakowali jej członków w pobliżu wioski Kefar Tawor i zabili dwóch mieszkańców Ilanijji. We wrześniu 1912 roku doszło do arabskiego ataku na moszaw Ilanijja. Podczas wojny domowej w Mandacie Palestyny w 1948 roku w sąsiedniej wiosce Asz-Szadżara stacjonowały duże siły Arabskiej Armii Wyzwoleńczej, które paraliżowały żydowską komunikację w całym obszarze. Celem licznych ataków był pobliski moszaw Ilanijja. Aby przeciwdziałać temu zagrożeniu, w dniu 6 maja 1948 roku siły żydowskiej organizacji Hagana zdobyły wioskę Asz-Szadżara. Wszyscy jej mieszkańcy uciekli. Na początku I wojny izraelsko-arabskiej w maju 1948 roku do zniszczonej wioski Asz-Szadżara powróciły siły Arabskiej Armii Wyzwoleńczej. Wykorzystywały one wioskę do przeprowadzenie dwóch bitew o moszaw Ilanijję (9-18 lipca). W trakcie operacji „Dekel” wojska izraelskie zdobyły 16 lipca pobliskie miasto Nazaret. W wyniku tego arabskie milicje wycofały się do Górnej Galilei, a moszaw Ilanijja został odblokowany.

### Nazwa
Współczesna nazwa moszawu „Ilanijja” jest hebrajskim tłumaczeniem arabskiej nazwy zniszczonej podczas wojny wioski „Asz-Szadżara” i oznacza na język polski drzewo.

## Kultura i sport
W moszawie znajduje się ośrodek kultury z biblioteką. W tutejszym muzeum prezentowana jest historia powstania i obrony osady Ilanijja. Z obiektów sportowych jest sala sportowa, boisko oraz korty tenisowe.

## Edukacja
Moszaw utrzymuje przedszkole. Starsze dzieci są dowożone do świeckiej szkoły podstawowej w pobliskiej wiosce komunalnej Giwat Awni, lub szkoły religijnej w kibucu Lawi. Szkoły średnie znajdują się w mieście Tyberiada.

## Turystyka
Miejscowość jest znana jako pomnik narodowy. Z zabytków można tu zobaczyć pozostałości synagogi z okresu bizantyjskiego, mykwę wybudowano na początku istnienia moszawu w starożytnym basenie na wodę, dom rodziny Naftaliho będącej właścicielami fabryki (obecnie centrum kultury) oraz budynek szkoły pochodzący z 1922 roku.

## Gospodarka
Lokalna gospodarka opiera się na intensywnym rolnictwie. Uprawiane są tutaj warzywa i kwiaty. Hodowane jest także bydło mleczne i owce. Niektórzy mieszkańcy moszawu znajdują także zatrudnienie przy obsłudze ruchu turystycznego i w Centrum Szkoleń Ben-Guriona. Wraz z upływem lat coraz więcej mieszkańców pracuje poza moszawem, znajdując zatrudnienie w pobliskich strefach przemysłowych.

## Komunikacja
Z moszawu wyjeżdża się na wschód na drogę ekspresową nr 65, którą jadąc na południe dojeżdża się do kibucu Bet Keszet, lub jadąc na północ dojeżdża się do bazy wojskowej Havat ha-Szomer i dalej do skrzyżowania z drogą ekspresową nr 77. Można także przejechać skrzyżowanie z drogą ekspresową nr 65 i jadąc dalej na wschód dojechać do sąsiedniego moszawu Sede Ilan.